# Vanilla latisegmenta
Vanilla latisegmenta é uma espécie de orquídea de hábito escandente e crescimento reptante que existe na Guiana. São plantas clorofiladas de raízes aéreas; sementes crustosas, sem asas; e inflorescências de flores de cores pálidas que nascem em sucessão, de racemos laterais.}}
Esta espécie pode ser reconhecida entre as Vanilla por apresentar caules comparativamente delgados, labelo claramente trilobado medindo entre 3 e 4,5 centímetros de comprimento; folhas levemente membranáceas e reticuladas, ovaladas; e flores brotando em racemos nas axilas das folhas, comparativamente menores, porém bem abertas, com pétalas de ápice bilobado; ovário mais ou menos roliço; e por seu hábito terrestre porém subindo nas árvores apoiada por suas raízes aéreas.